# Firigyháza
Firigyháza (szerbül Филић / Filić) Törökkanizsa községhez tartozó település Szerbiában, a Vajdaságban, az Észak-bánsági körzetben. Közigazgatásilag nem önálló település, hanem a törökkanizsai Helyi közösséghez tartozik.

## Fekvése
Törökkanizsa és Oroszlámos közt fekvő település.

## Története
Firigyháza (Fejéregyháza) Árpád-kori település. Nevét az oklevelek 1274-ben említették először Feyreghaz néven.
A település egykor a Csanád nemzetség birtoka volt. A nemzetség tagjainak 1274. évi osztozásakor a település a Makófalvaiaknak jutott.
A Törökkanizsa és Oroszlámos között fekvő település az 1884-es térképem Féregyháza néven szerepelt.
A trianoni békeszerződés előtt Torontál vármegye Törökkanizsai járásához tartozott.

## Népesség

### Demográfiai változások
| 1948 | 1953 | 1961 | 1971 | 1981 | 1991 | 2002 | 2011 |
| ---- | ---- | ---- | ---- | ---- | ---- | ---- | ---- |
| 171  | 183  | 194  | 191  | 192  | 170  | 161  | 136  |